# Oscil·lació de l'Atlàntic Nord

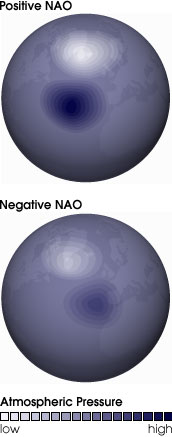
Comparació de les fases de l'oscil·lació de l'Atlàntic Nord.

L'Oscil·lació de l'Atlàntic Nord (en anglès: North Atlantic Oscillation, NAO) és un fenomen climàtic del nord de l'oceà Atlàntic de fluctuacions en la diferència de la pressió atmosfèrica a nivell del mar entre la depressió d'Islàndia i l'Anticicló de les Açores. A través dels moviments oscil·lants est-oest d'aquesta depressió i aquest anticicló es controla la força i la direcció dels vents de l'oest i el pas de les tempestes que passen per l'Atlàntic Nord. Està altament correlacionada amb l'oscil·lació àrtica, ja que n'és una part.
La NAO va ser descoberta a la dècada de 1920 per Sir Gilbert Walker. És una de les manifestacions més importants del clima en l'Atlàntic Nord i regions veïnes humides.
L'oscil·lació de l'Atlàntic Nord està estretament relacionada amb l'Oscil·lació Àrtica (AO) o Mode Anul·lar del Nord (NAM), però no s'hauria de confondre amb l'Oscil·lació Multidecadal Atlàntica (AMO).

## Definició
La definició més fàcil d'entendre es basa en les diferències que hi ha entre les pressions atmosfèriques de les estacions meteorològiques d'Islàndia i punts del sud d'Europa com són:
- Lisboa, Portugal i Stykkisholmur/Reykjavik, Islàndia
- Ponta Delgada, Açores i Stykkisholmur/Reykjavik, Islàndia
- Açores (1865–2002), Gibraltar (1821–2007), i Reykjavik, Islandia

## Descripció

Índex NAO d'hivern basat en les diferències de pressió entre Lisboa i Stykkisholmur/Reykjavik des de 1864, amb mitjana mòbil de cinc anys (en negre).

Els vents de l'oest que bufen a través de l'Atlàntic porten aires humids a Europa. En els anys que els vents de l'oest són forts, els estius són frescos, els hiverns són suaus i la pluja és freqüent. Si els vents de l'oest són fluixos la temperatura és més extrema a l'estiu, a l'hivern fa més fred i hi ha menys pluja.
Un sistema permanent de baixes pressions a Islàndia (Depressió d'Islàndia) i un sistema permanent d'altes pressions a les Açores (Anticicló de les Açores) controla la direcció i fortalesa dels vents de l'oest a Europa. La força i posició relatives del sistema varien segons l'any, aquesta variació es coneix com a Oscil·lació de l'Atlàntic Nord (NAO). Una gran diferència de la pressió entre les dues estacions índex alt (NAO+) porta a incrementar els vents de l'oest i, per tant, estius frescos i hiverns suaus i plujosos a Europa central i façada Atlàntica. Com a contrast, si l'índex és baix (NAO-), els vents de l'oest se suprimeixen, i aquestes zones patiran hiverns freds i les tempestes viatjaran al Mar Mediterrani. Això comporta increment de l'activitat de tempestes i de més pluja al sud d'Europa i Nord d'Àfrica.
Especialment durant els mesos de novembre a abril, la NAO és responsable de gran part de la variabilitat de l'oratge de la regió de l'Atlàntic Nord, afectant la velocitat del vent i els seus canvis també en temperatura i distribució de la humitat o en intensitat, nombre i pas de tempestes.
Té menys influència a Amèrica però encara és sensible l'est d'Amèrica del Nord (Estats Units i Canadà) 